# Glee: The Music, Season 4, Volume 1
Glee: The Music, Season 4, Volume 1 je třinácté album amerického hudebního televizního seriálu Glee. Vyšlo ve dvou verzích: standardní a deluxe. Standardní obsahuje 13 písní ze čtvrté řady seriálu, od epizody The New Rachel až po epizodu Thanksgiving. Deluxe verze byla vydána pouze digitálně a obsahuje tři písně navíc, dvě od speciálních hostujících hvězd seriálu, Kate Hudson a Sarah Jessicy Parker a jednu z deváté epizody čtvrté série, s názvem Swan Song. Album bylo vydáno dne 27. listopadu 2012 přes vydavatelství Columbia Records .

## Tracklist

### Standardní verze
| Pořadí | Název                   | Původní interpret(i)                 | Délka |
| ------ | ----------------------- | ------------------------------------ | ----- |
| 1.     | It's Time               | Imagine Dragons                      | 3:46  |
| 2.     | New York State of Mind  | Billy Joel                           | 3:43  |
| 3.     | Give Your Heart a Break | Demi Lovato                          | 3:31  |
| 4.     | Mine                    | Taylor Swift                         | 4:12  |
| 5.     | The Scientist           | Coldplay                             | 4:14  |
| 6.     | Everybody Talks         | Neon Trees                           | 2:59  |
| 7.     | Dark Side               | Kelly Clarkson                       | 3:26  |
| 8.     | Holding Out for a Hero  | Bonnie Tyler                         | 4:11  |
| 9.     | Heroes                  | David Bowie                          | 3:44  |
| 10.    | Some Nights             | fun.                                 | 4:23  |
| 11.    | Homeward Bound / Home   | Simon & Garfunkel / Phillip Phillips | 4:12  |
| 12.    | Live While We're Young  | One Direction                        | 3:18  |
| 13.    | Gangnam Style           | Psy                                  | 3:39  |

### Deluxe verze
| Pořadí | Název                   | Původní interpret(i)                 | Délka |
| ------ | ----------------------- | ------------------------------------ | ----- |
| 1.     | It's Time               | Imagine Dragons                      | 3:46  |
| 2.     | Americano/Dance Again   | Lady Gaga/Jennifer Lopez             | 3:33  |
| 3.     | New York State of Mind  | Billy Joel                           | 3:43  |
| 4.     | Give Your Heart a Break | Demi Lovato                          | 3:31  |
| 5.     | Mine                    | Taylor Swift                         | 4:12  |
| 6.     | The Scientist           | Coldplay                             | 4:14  |
| 7.     | Everybody Talks         | Neon Trees                           | 2:59  |
| 8.     | Dark Side               | Kelly Clarkson                       | 3:26  |
| 9.     | Holding Out for a Hero  | Bonnie Tyler                         | 4:11  |
| 10.    | Heroes                  | David Bowie                          | 3:44  |
| 11.    | Some Nights             | fun.                                 | 4:23  |
| 12.    | Homeward Bound / Home   | Simon & Garfunkel / Phillip Phillips | 4:12  |
| 13.    | Let's Have a Kiki       | Scissor Sisters                      | 2:57  |
| 14.    | Live While We're Young  | One Direction                        | 3:18  |
| 15.    | Gangnam Style           | Psy                                  | 3:39  |
| 16.    | Somethin' Stupid        | Frank Sinatra a Nancy Sinatra        | 2:45  |

## Interpreti
- Darren Criss
- Lea Michele
- Melissa Benoist
- Dean Geyer
- Naya Rivera
- Becca Tobin
- Jacob Artist
- Cory Monteith
- Matthew Morrison
- Heather Morris
- Jayma Mays
- Chris Colfer
- Blake Jenner
- Chord Overstreet
- Grant Gustin
- Alex Newell
- Jenna Ushkowitz
- Dianna Agron
- Mark Salling
- Harry Shum mladší
- Amber Riley
- Kate Hudson
- Sarah Jessica Parker